# Division One (1901/1902)
Division One (1901/1902) – był to 12. w historii sezon szkockiej pierwszej klasy rozgrywkowej w piłce nożnej. Sezon rozpoczął się 17 sierpnia 1901, a zakończył się 29 marca 1902. Brało w niej udział 10 zespołów, które grały ze sobą systemem „każdy z każdym”. Tytuł mistrzowski obronił Rangers, dla którego był to 5. tytuł w historii klubu. Koronę króla strzelców zdobył William Maxwell, który strzelił 10 bramek.

## Zasady rozgrywek
W rozgrywkach brało udział 10 drużyn, walczących o tytuł mistrza Szkocji w piłce nożnej. Każda z drużyn rozegrała po 2 mecze ze wszystkimi przeciwnikami (razem 18 spotkań).

## Drużyny
| Uczestnicy poprzedniej edycji                                                                                 | Uczestnicy poprzedniej edycji | Uczestnicy poprzedniej edycji | Uczestnicy poprzedniej edycji |
| --- | ----------------------------- | ----------------------------- | ----------------------------- |
| RAN | Rangers                       | 1                             |                               |
| CEL | Celtic                        | 2                             |                               |
| HIB | Hibernian                     | 3                             |                               |
| MOR | Greenock Morton               | 4                             |                               |
| KIL | Kilmarnock                    | 5                             |                               |
| THL | Third Lanark                  | 5                             |                               |
| DNE | Dundee                        | 7                             |                               |
| QUP | Queen's Park                  | 7                             |                               |
| STM | St. Mirren                    | 9                             |                               |
| HRT | Heart of Midlothian           | 10                            |                               |
| Oznaczenia: - kolumna pierwsza – skróty nazw drużyn, - kolumna trzecia – miejsce zajęte w poprzednim sezonie. |                               |                               |                               |

## Stadiony
| Miasto     | Stadion             | Klub                |
| ---------- | ------------------- | ------------------- |
| Dundee     | Dens Park           | Dundee              |
| Edynburg   | Tynecastle Stadium  | Heart of Midlothian |
| Edynburg   | Easter Road Stadium | Hibernian           |
| Glasgow    | Celtic Park         | Celtic              |
| Glasgow    | Cathkin Park        | Queen's Park        |
| Glasgow    | Ibrox Park          | Rangers             |
| Glasgow    | Cathkin Park        | Third Lanark        |
| Greenock   | Cappielow Park      | Greenock Morton     |
| Kilmarnock | Rugby Park          | Kilmarnock          |
| Paisley    | St. Mirren Park     | St. Mirren          |

## Tabela końcowa
| Lp. | Drużyna             | M  | Z  | R | P  | Bramki | Bramki | Różn. | Pkt | Uwagi |
| --- | ------------------- | -- | -- | - | -- | ------ | ------ | ----- | --- | ----- |
| 1   | Rangers (M)         | 18 | 13 | 2 | 3  | 43     | 29     | +14   | 28  |       |
| 2   | Celtic              | 18 | 11 | 4 | 3  | 38     | 28     | +10   | 26  |       |
| 3   | Heart of Midlothian | 18 | 10 | 2 | 6  | 32     | 21     | +11   | 22  |       |
| 4   | Third Lanark        | 18 | 7  | 5 | 6  | 30     | 26     | +4    | 19  |       |
| 5   | St. Mirren          | 18 | 8  | 3 | 7  | 29     | 28     | +1    | 19  |       |
| 6   | Hibernian (P)       | 18 | 6  | 4 | 8  | 36     | 24     | +12   | 16  |       |
| 7   | Kilmarnock          | 18 | 5  | 6 | 7  | 21     | 25     | −4    | 16  |       |
| 8   | Queen's Park        | 18 | 5  | 4 | 9  | 21     | 32     | −11   | 14  |       |
| 9   | Dundee              | 18 | 4  | 5 | 9  | 16     | 31     | −15   | 13  |       |
| 10  | Greenock Morton     | 18 | 1  | 5 | 12 | 18     | 40     | −22   | 7   |       |

## Wyniki
| Gospodarz \ Gość    | CEL | DNE | HRT | HIB | KIL | MOR | QUP | RAN | STM | THL |
| Celtic              |     | 1:1 | 1:2 | 2:2 | 4:2 | 2:1 | 1:0 | 2:4 | 3:1 | 3:2 |
| Dundee              | 2:3 |     | 2:0 | 1:0 | 0:0 | 0:0 | 2:0 | 0:3 | 1:2 | 1:1 |
| Heart of Midlothian | 2:2 | 4:0 |     | 2:1 | 3:0 | 3:1 | 1:1 | 0:2 | 2:0 | 4:1 |
| Hibernian           | 1:2 | 5:0 | 1:2 |     | 5:0 | 1:2 | 8:1 | 2:3 | 1:2 | 2:2 |
| Kilmarnock          | 0:1 | 4:0 | 1:0 | 0:0 |     | 3:2 | 1:1 | 4:2 | 1:2 | 1:2 |
| Greenock Morton     | 1:2 | 1:4 | 1:3 | 0:2 | 1:1 |     | 2:2 | 2:3 | 1:3 | 1:4 |
| Queen's Park        | 3:2 | 1:0 | 2:1 | 2:0 | 0:1 | 1:1 |     | 0:1 | 3:0 | 0:1 |
| Rangers             | 2:2 | 3:1 | 2:1 | 0:2 | 3:2 | 2:1 | 2:1 |     | 3:2 | 1:4 |
| St. Mirren          | 2:3 | 3:0 | 1:2 | 1:1 | 1:1 | 1:1 | 4:0 | 1:5 |     | 2:0 |
| Third Lanark        | 0:2 | 0:0 | 2:0 | 1:2 | 0:0 | 4:1 | 4:3 | 2:2 | 0:1 |     |

Źródło: SPFL.co.uk
Objaśnienia:
1Drużyna gospodarzy jest wymieniona po lewej stronie tabeli.
Kolory: zielony – zwycięstwo gospodarzy, żółty – remis, różowy – zwycięstwo gości.